# 卡尔-奥古斯特 (萨克森-魏玛-艾森纳赫)
卡尔-奥古斯特·威廉·恩斯特·弗里德里希·格奥尔格·约翰·阿尔布雷希特（Carl-August Wilhelm Ernst Friedrich Georg Johann Albrecht，1912年7月28日—1988年10月14日），萨克森-魏玛-艾森纳赫大公储，1923年起为萨克森-魏玛-艾森纳赫大公家族族长。

## 生平
卡尔-奥古斯特是萨克森-魏玛-艾森纳赫末代大公威廉·恩斯特与夫人萨克森-迈宁根的费奥多拉的儿子，1912年7月28日生于巴伐利亚王国上弗兰肯行政区的威廉斯塔尔（Wilhelmsthal）。一出生便成为萨克森-魏玛-艾森纳赫的大公储，同时还是荷兰王位第三顺位继承人。
1918年，德国爆发革命。卡尔-奥古斯特的父亲在革命中于被推翻，卡尔-奥古斯特失去了继位大公的机会。随着1922年荷兰修宪，他也失去了继承荷兰王位的机会。
卡尔-奥古斯特的父亲于1923年去世，他继承父亲成为萨克森-魏玛-艾森纳赫大公家族族长，韦廷家族首领。若德国仍是君主制国家，他将是萨克森-魏玛-艾森纳赫大公卡尔·奥古斯特二世。
卡尔-奥古斯特于1988年10月14日在巴登-符腾堡州博登湖畔的希恩嫩去世，终年76岁。他的长子米夏埃尔-本尼迪克特继位成为家族族长。

## 婚姻与子女
卡尔-奥古斯特1944年10月5日在瓦尔特堡与汪根海姆-温特尔施泰因女男爵伊丽莎白（Elisabeth Freiin von Wangenheim-Winterstein）结婚，有一子二女：
- 长女伊丽莎白·索菲·费奥多拉·玛蒂尔德·朵萝泰娅·路易丝·阿德莱德·薇拉·雷娜特（Elisabeth Sophie Feodora Mathilde Dorothea Louise Adelaide Vera Renate，1945年7月22日—），1981年与荷兰人明德特·狄德里克·德·康德（Mindert Diderik de Kant，1934年生）结婚，1983年离婚，无嗣；
- 长子米夏埃尔-本尼迪克特·格奥尔格·约布斯特·卡尔·亚历山大·博恩哈德·克劳斯·弗里德里希（Michael-Benedikt Georg Jobst Carl Alexander Bernhard Claus Friedrich，1946年11月15日），卡尔-奥古斯特的继承人，现任萨克森-魏玛-艾森纳赫大公家族族长；
- 次女贝娅特丽丝-玛丽亚·玛嘉丽塔·朵萝泰娅·菲利希塔斯·弗吉妮埃（Beatrice-Maria Margareta Dorothea Felicitas Virginie，1948年3月11日—），1977年与英国人马丁·查尔斯·大卫森（Martin Charles Davidson，1940年生）结婚，有一女。